# Théorème de la bijection
En analyse réelle, le théorème de la bijection énonce que, si une fonction {\displaystyle f} est continue et strictement monotone sur un intervalle réel {\displaystyle I}, toute valeur comprise au sens large (ou strict) entre les valeurs (ou les limites) de {\displaystyle f} aux bornes de l'intervalle {\displaystyle I} possède un unique antécédent par {\displaystyle f}.
En assurant ainsi l'existence d'une bijection, ce théorème améliore l’énoncé du théorème des valeurs intermédiaires qui assure seulement l’existence d'antécédents, c’est-à-dire seulement une propriété de surjectivité.
Cette bijection est même un homéomorphisme, c'est-à-dire que la fonction réciproque est également continue.
Ce théorème ne s’applique pas à des ensembles de définition plus généraux tel un intervalle de nombres rationnels, sur lequel la continuité de la fonction n’implique pas le prolongement par continuité à un intervalle réel. Cette spécificité de la continuité à variable réelle n’avait pas été rigoureusement mise en évidence avant le XIXe siècle. Il a fallu pour cela attendre les travaux de Méray, Dedekind et de Cauchy qui ont fourni une construction des nombres réels.

## Énoncé

### Sur un segment
Théorème de la bijection entre segments — Si f est une fonction continue et strictement monotone sur un intervalle [a, b] et à valeurs réelles, alors elle constitue une bijection entre [a, b] et l'intervalle fermé dont les bornes sont f(a) et f(b).
Démonstration
Notons J cet intervalle fermé, c'est-à-dire l'ensemble des réels compris entre f(a) et f(b).
- La monotonie de la fonction implique que l'image de l'intervalle [a, b] est contenue dans J :
  - si f est croissante, pour tout x de [a, b] on a f(a) ≤ f(x) ≤ f(b) ;
  - si f est décroissante, pour tout x de [a, b] on a f(b) ≤ f(x) ≤ f(a).
- Le fait que cette monotonie soit stricte assure que deux réels distincts ne peuvent avoir la même image, autrement dit la fonction est injective sur [a, b].
- Enfin, le théorème des valeurs intermédiaires (qui s'appuie sur l'hypothèse de continuité) garantit que tout élément de J admet au moins un antécédent par f, c'est-à-dire que la fonction est surjective dans J.

Formulation équivalenteSi f est continue et strictement monotone sur un intervalle [a, b] alors, pour tout réel k dans J, il existe une unique solution à l'équation f(x) = k d'inconnue x dans [a, b]. En outre, cette équation n'a pas de solution sur [a, b] pour les autres valeurs de k.

### Sur un intervalle quelconque
Le théorème se généralise à des intervalles ouverts ou semi-ouverts, l'intervalle {\displaystyle J} étant alors un intervalle de même nature, avec des bornes pouvant être finies ou infinies. L'existence des limites de la fonction aux bornes de l'intervalle est assurée par la monotonie : il s'agit alors des bornes supérieure et inférieure des valeurs de la fonction sur cet intervalle.
Cette généralisation peut être ramenée à la formulation suivante :
Théorème — Si {\displaystyle f} est continue et strictement monotone sur un intervalle {\displaystyle I} de bornes {\displaystyle a} et {\displaystyle b} (finies ou infinies), pour tout réel {\displaystyle k} strictement compris entre les limites de {\displaystyle f} en {\displaystyle a} et en {\displaystyle b}, il existe un unique {\displaystyle c} de {\displaystyle I} tel que {\displaystyle f(c)=k}, autrement dit l'équation {\displaystyle f(x)=k} admet une unique solution dans {\displaystyle I}.

## Applications
Ce théorème permet de définir certaines fonctions réciproques comme la fonction racine carrée, les fonctions trigonométriques réciproques arc sinus, arc cosinus et arc tangente, mais aussi l'exponentielle à partir du logarithme népérien.

## Réciproques du théorème
Il est possible de construire des bijections entre intervalles réels qui ne sont ni monotones ni continues.
En revanche, certains résultats peuvent être considérés comme des réciproques du théorème de la bijection.
- Une injection d'un intervalle dans ℝ qui est continue — ou plus généralement de Darboux, c.-à-d. vérifiant la propriété des valeurs intermédiaires — est nécessairement monotone[2]. En particulier, toute bijection continue entre intervalles réels est monotone.
- Une surjection monotone d'une partie quelconque de ℝ sur un intervalle est nécessairement continue[3]. En particulier, toute bijection monotone entre intervalles réels est continue.

## Homéomorphisme
Une fonction continue de A vers B admettant une réciproque continue de B vers A est appelée un homéomorphisme. Les hypothèses des énoncés précédents permettent en réalité de démontrer non seulement l'existence d'une bijection mais aussi le caractère continu de sa réciproque. Le théorème de la bijection peut alors s'énoncer ainsi :
Théorème — Soit une fonction continue et strictement monotone, d'un intervalle I dans ℝ, induisant donc une bijection f de I sur une partie J de ℝ, de bijection réciproque f−1 : J → I (strictement monotone de même sens que f). Alors :
- J est un intervalle ;
- f est un homéomorphisme, c'est-à-dire que f−1 : J → I est continue.

Le fait qu'une bijection continue ait une réciproque continue n'est pas toujours vrai.
- Cette propriété peut être fausse si l'ensemble de départ ou d'arrivée n'est pas ℝ.
- Cette propriété peut être fausse si l'ensemble de départ n'est pas un intervalle de ℝ.
- Cette propriété est une propriété globale : une bijection f de ℝ dans ℝ, continue en a, peut avoir une réciproque non continue en f(a).